# بول ويلسون (لاعب كرة قدم)
بول ويلسون (بالإنجليزية: Paul Wilson)‏ (22 فبراير 1977 في المملكة المتحدة - ) هو لاعب كرة قدم بريطاني في مركز الهجوم. لعب مع إبسفليت يونايتد ونادي غيلينغهام ونادي مارغيت.

## وصلات خارجية
- بول ويلسون على موقع قاعدة بيانات كرة القدم.إي يو (الإنجليزية)
- بول ويلسون على موقع قاعدة بيانات كرة القدم.إي يو (الإنجليزية)